# Medoševac (miasto Belgrad)
Medoševac (cyr. Медошевац) – wieś w Serbii, w mieście Belgrad, w gminie miejskiej Lazarevac. W 2011 roku liczyła 642 mieszkańców.